# Преображенский лейб-гвардии полк

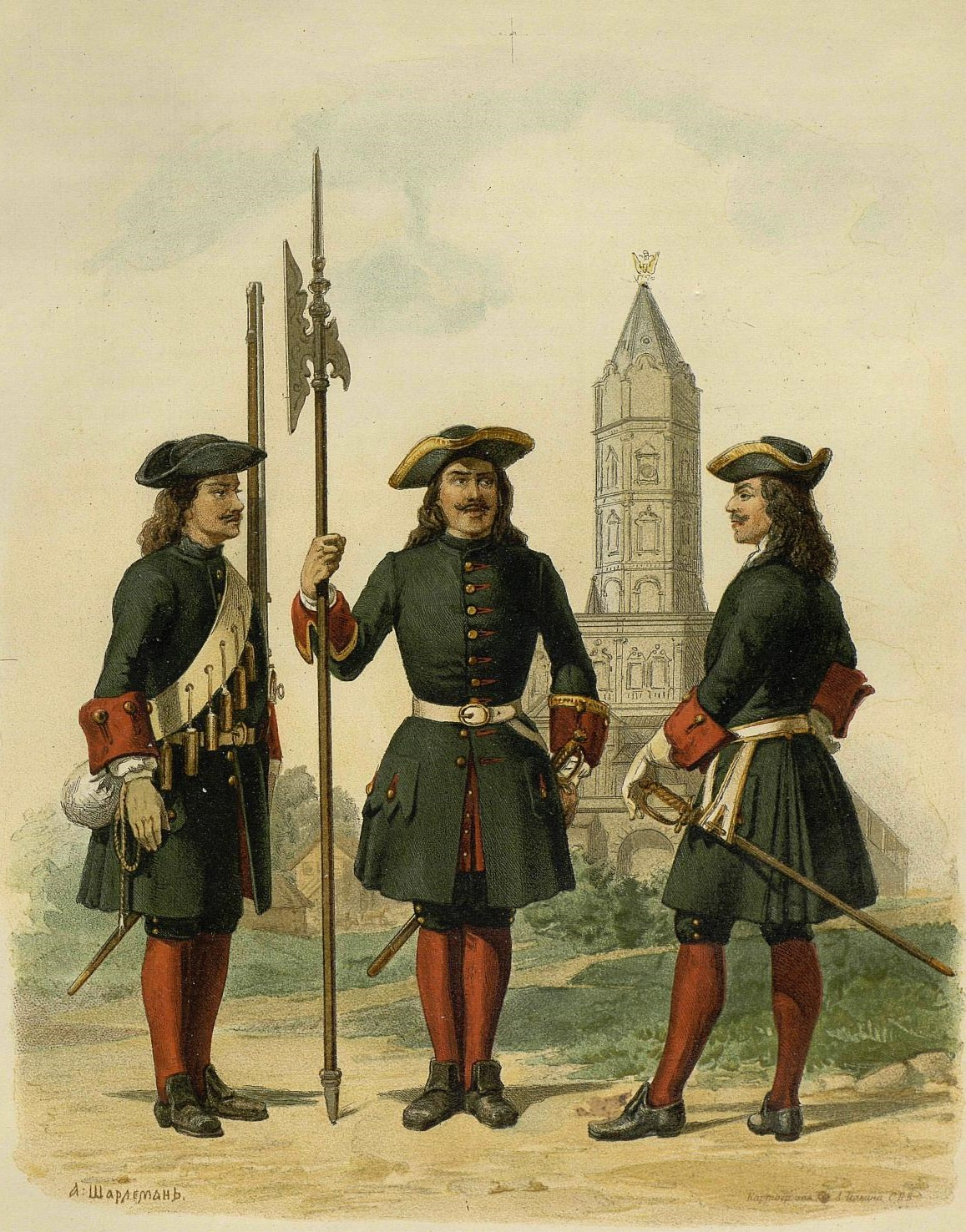
Рядовой, сержант, офицер в 1695—1700 гг.

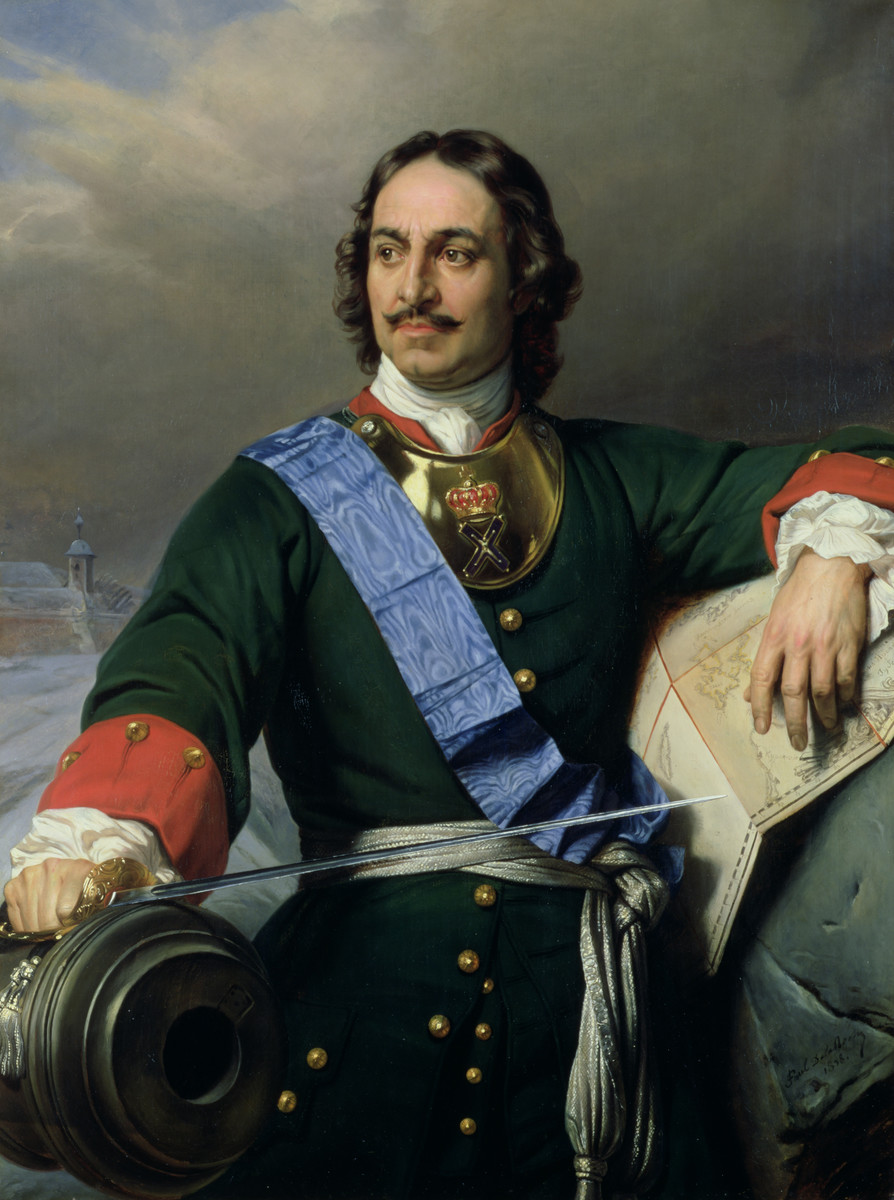
Пётр I в мундире офицера Преображенского полка. На груди — офицерский горжет.

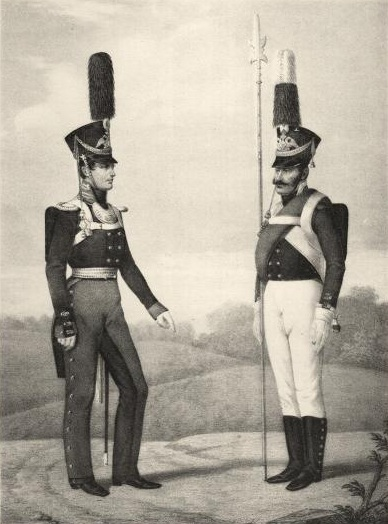
Обер-офицер и фельдфебель Лейб-гвардии Преображенского полка, 1809—1810 годы.

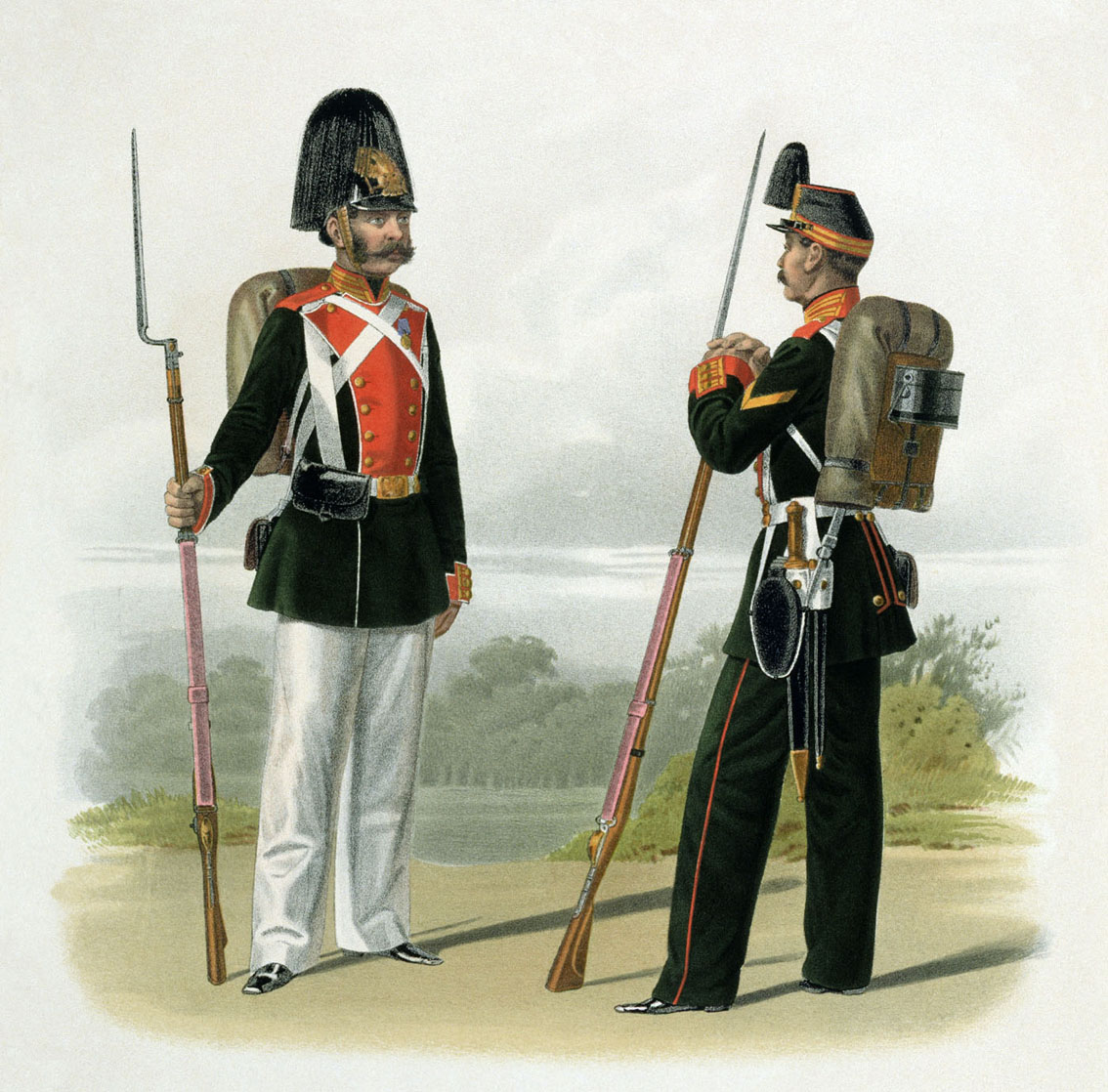
Пиратский К. К. Рядовые полков Лейб-Гвардии Преображенского и Московского, 1862 год.

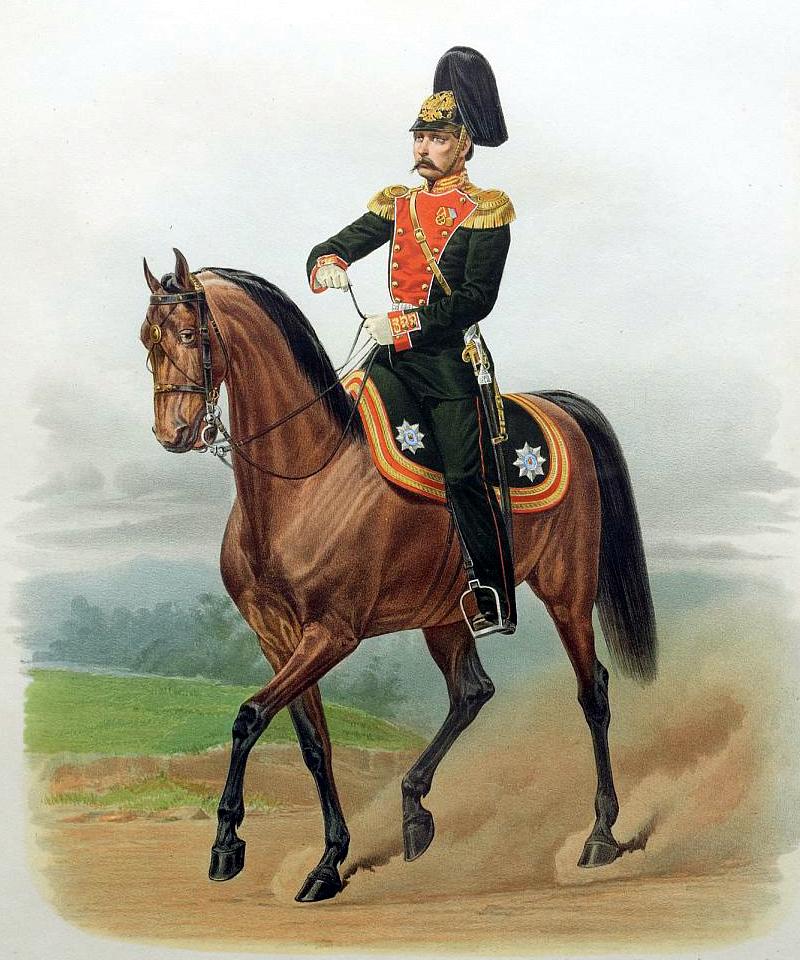
Пиратский К. К. Штаб-Офицер Лейб-гвардии Преображенского полка. 1865 год.

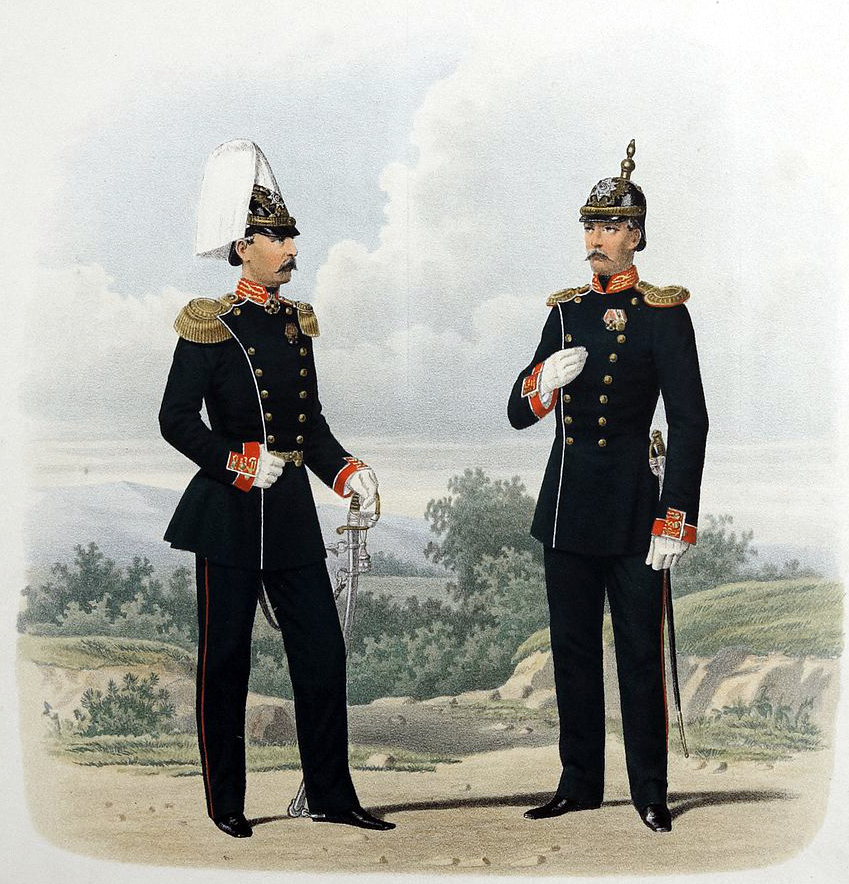
Губарев П. К. Штаб-офицер и Обер-офицер Преображенского полка. 1872 года.

Лейб-гва́рдии Преображе́нский полк — гвардейский пехотный полк Русской императорской армии, один из старейших и наиболее известных полков, созданных Петром Великим. С 1813 года входил в состав 1-й гвардейской пехотной дивизии.

## История полка

### Армия Петра I
Полк сформирован царём Петром I в 1690 году из потешных села Преображенского, от которого и получил своё наименование, старшинство установлено с 1683 года. В 1692 году полковником (полковым командиром) Преображенского полка назначен Ю. фон Менгден, при этом А. М. Головин стал генерал-майором и объединил командование всеми «потешными» (то есть ещё и Семёновским полком), так был сформирован 3-й Московский выборный полк.
В 1694 году в полку было два полка (батальона, хотя это понятие ещё не использовалось): первым командовали полковник Ю. фон Менгден и майор И. И. Бутурлин, вторым — полуполковник А. И. Репнин и майор А. А. Вейде. В этом составе полк участвовал в Кожуховских манёврах. Во время этих инженерных учений во втором отряде действовал сам царь под псевдонимом Пётр Алексеев в чине бомбардира (в другом источнике в чине капитана бомбардирской роты), возможно, командовал инженерами и артиллерией.
В 1695—1696 годах полк участвовал в Азовских походах; во Втором Азовском походе (1696 год) полковником был назначен И. И. Блумберг, при том что общее командование обоими гвардейскими полками осталось за генерал-майором А. М. Головиным; подполковниками числились А. И. Репнин, И. И. Бутурлин и И. Ю. Трубецкой.
20 июля 1697 года в сражении на реке Кагальник, когда боярин Шеин разбил Калгу-Султана, особенно отличилась полковая артиллерия (бомбардирская рота), "канониры которой в течение минувшей зимы были приучены в Москве Цесарским полковником де Граге к метким выстрелам картечью, до тех пор неизвестной артиллеристам полка".
В 1698 году в полку имелось уже 16 фузилёрных рот (впоследствии сведены в 4 батальона), а также бомбардирская и гренадерская роты. К 1700 году личный состав полка составлял 3454 человека.
В 1700 году наименован Лейб-гвардии Преображенским полком. Полк участвовал во всех основных сражениях Северной войны, в Прутском (1711) и Персидском походах (1722—1723).
Большие потери полк понёс в битве под Нарвой (1700), при этом командир полковник барон И. И. Блумберг сдался в плен. Кроме того, в плену оказался А. М. Головин, а также русские генералы, числившиеся в Преображенском полку: И. И. Бутурлин и И. Ю. Трубецкой. Полные потери, в отличие от Семёновского полка, неизвестны. Выдержав все шведские атаки, полк отступил в полном порядке с оружием и знамёнами.
После поражения под Нарвой оба гвардейских полка (Преображенский и Семёновский) принял генерал-майор И. И. Чамберс (И. И. Блумберг ещё в течение нескольких лет числился командиром полка).
В 1702 году за отличие при осаде Нотебурга майор Карпов получил чин подполковника лейб-гвардии Преображенского полка (погиб при осаде Нарвы 23 июня 1704 года).
Летом 1706 года царь Пётр принял на себя почётную должность полковника Преображенского полка, а его фаворит князь А. Д. Меншиков получил чин подполковника лейб-гвардии Преображенского полка. Реальное командование полком имел второй подполковник полка: в 1706—09 годах — М. Б. фон Кирхен, в 1709—18 года — В. В. Долгоруков. Чтобы подчеркнуть особую роль лейб-гвардейских полков, указом Петра I от 20 августа 1706 года давалось чинам гвардии старшинство на одну ступень выше армейских (позже эта разница была увеличена до 2 ступеней; в 1709 году подполковник гвардии В. В. Долгоруков получил чин генерал-майора).
В 1706 году 4 батальонами командовали майоры:
- В. В. Долгоруков
- Ф. Н. Глебов
- М. А. Матюшкин
- Ф. О. Бартенев (пал в сражении при Рашевке в феврале 1709 года)

В 1707 году Преображенский полк получил верховых лошадей, чтобы иметь возможность быстро передвигаться на далёкие расстояния, что дало свои плоды в битве при Лесной (1708).
В 1715 году батальонами полка командовали:
- М. А. Матюшкин
- С. А. Салтыков
- Г. Д. Юсупов
- А. И. Ушаков

Персидский поход стал последней боевой кампанией полка при Петре I.

### После Петра I
После смерти Петра I Преображенский полк принял активное участие в возведении на престол Екатерины I (1725) и во всех последующих дворцовых переворотах. Понимая исключительное положение полка, шефство над полком принимали все российские императоры.
Кроме участия в дворцовых интригах, подразделения полка участвовали в боевых действиях: русско-турецкой войне 1735—1739 годов, русско-шведской войне 1741—1743 годов, русско-шведской войне 1788—1790 годов.
В 1800 году император Павел I повелел ему называться Лейб-гвардейским Его Императорского Величества полком, но при императоре Александре I 14 марта 1801 года восстановлено его прежнее наименование. В 1805—1807 годах полк участвовал в войнах с наполеоновской Францией (Война третьей коалиции и Война четвёртой коалиции), а затем в русско-шведской войне 1808—1809 годов.
В 1812—1814 годах полк участвовал в Отечественной войне 1812 года и в заграничном походе российской армии.
Полк участвовал в русско-турецкой войне 1828—1829 годов, в подавлении польского восстания 1830 года и польского восстания 1863 года, в русско-турецкой войне 1877—1878 годов.

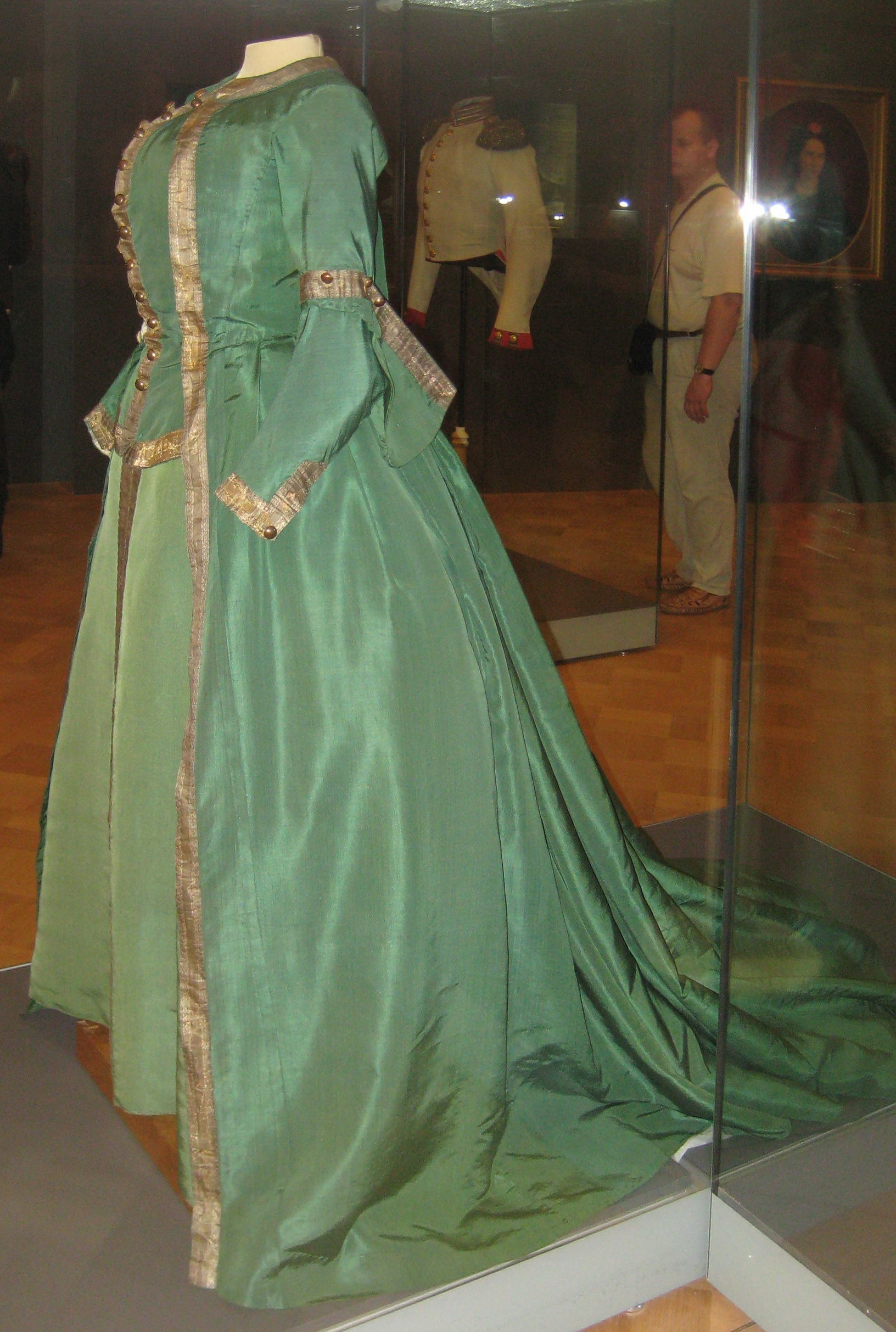
Преображенское платье Екатерины II (1763)
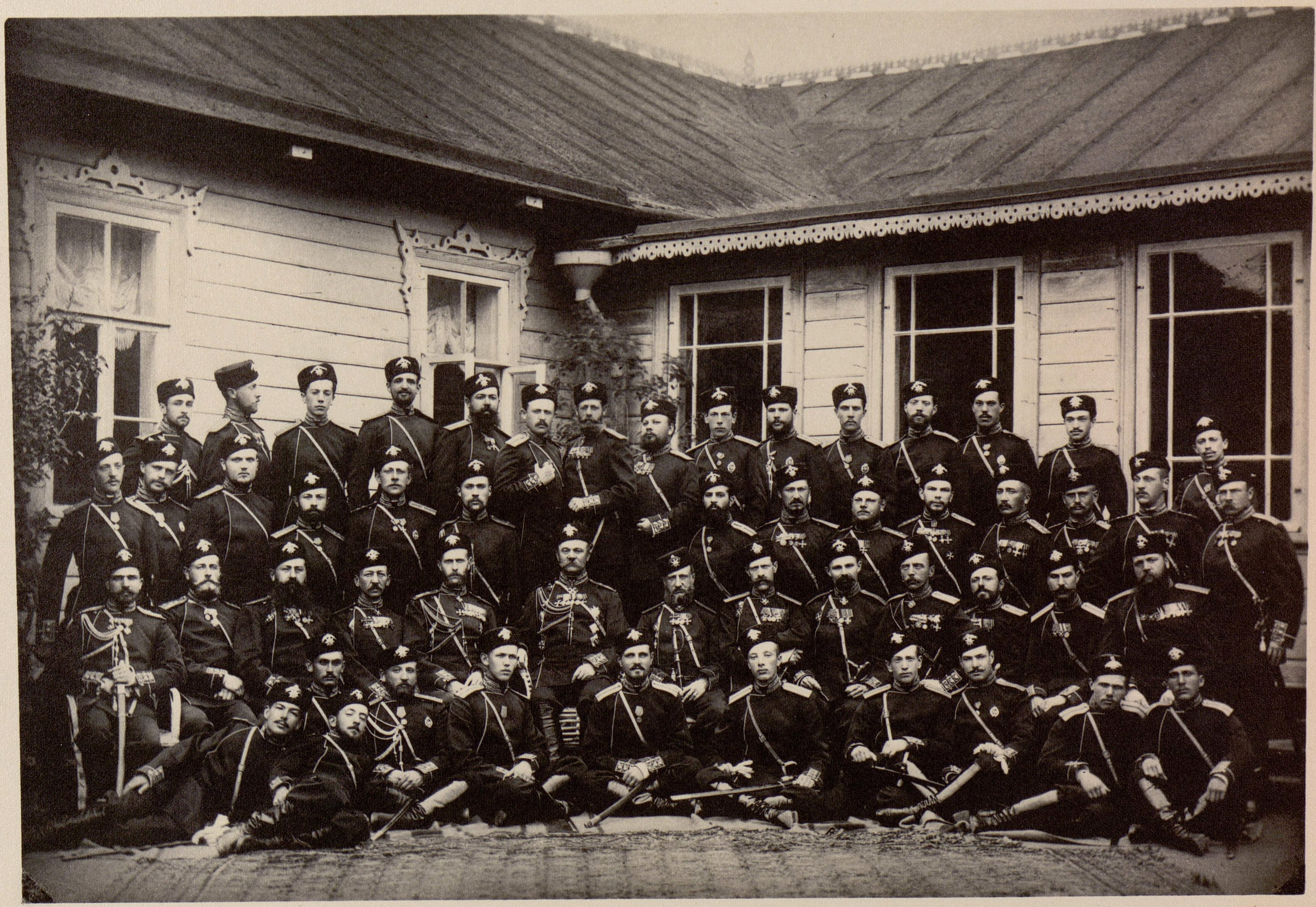
Группа преображенцев. 1886 г.
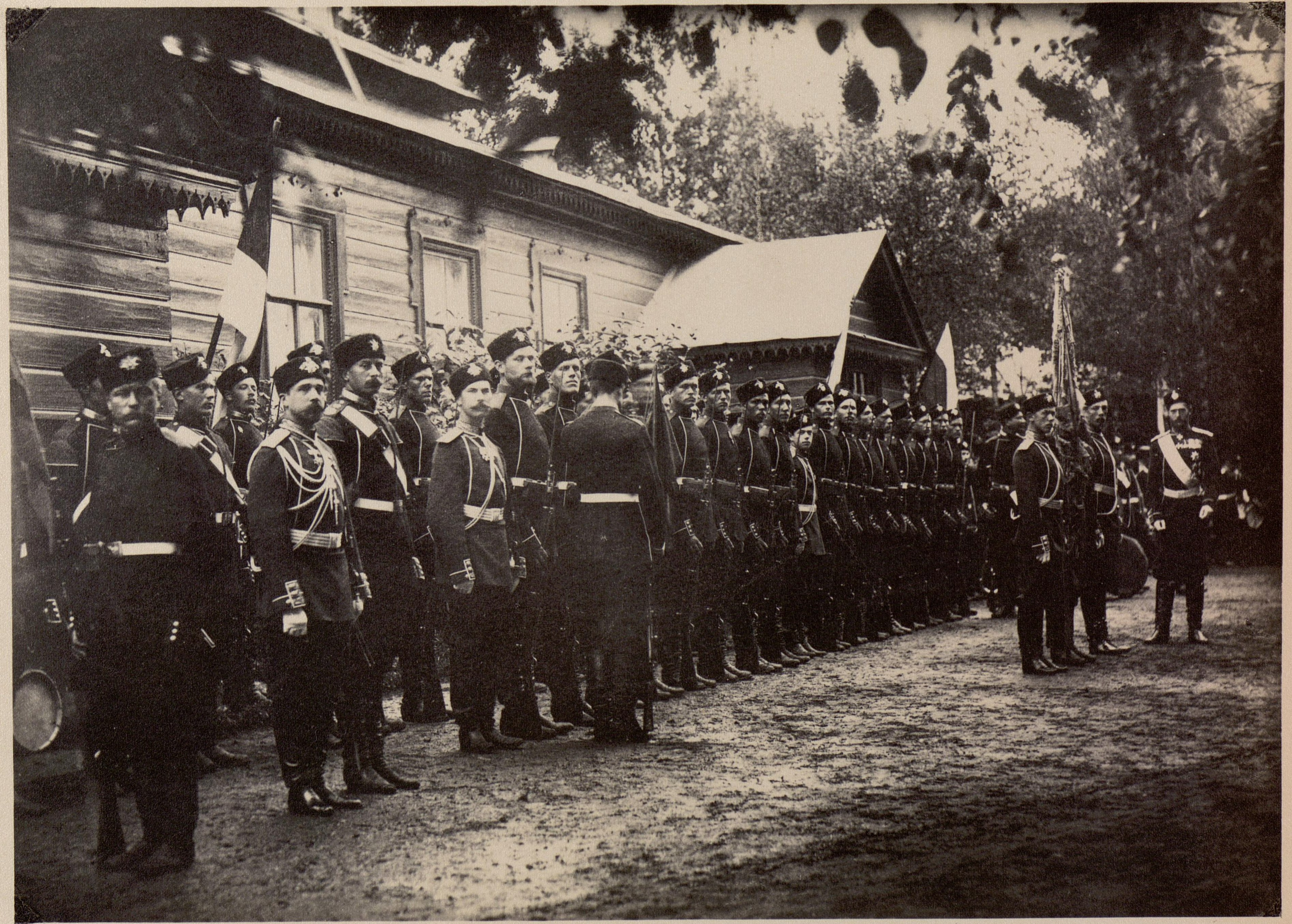
Освящение знамён полка 1 августа 1887 г.
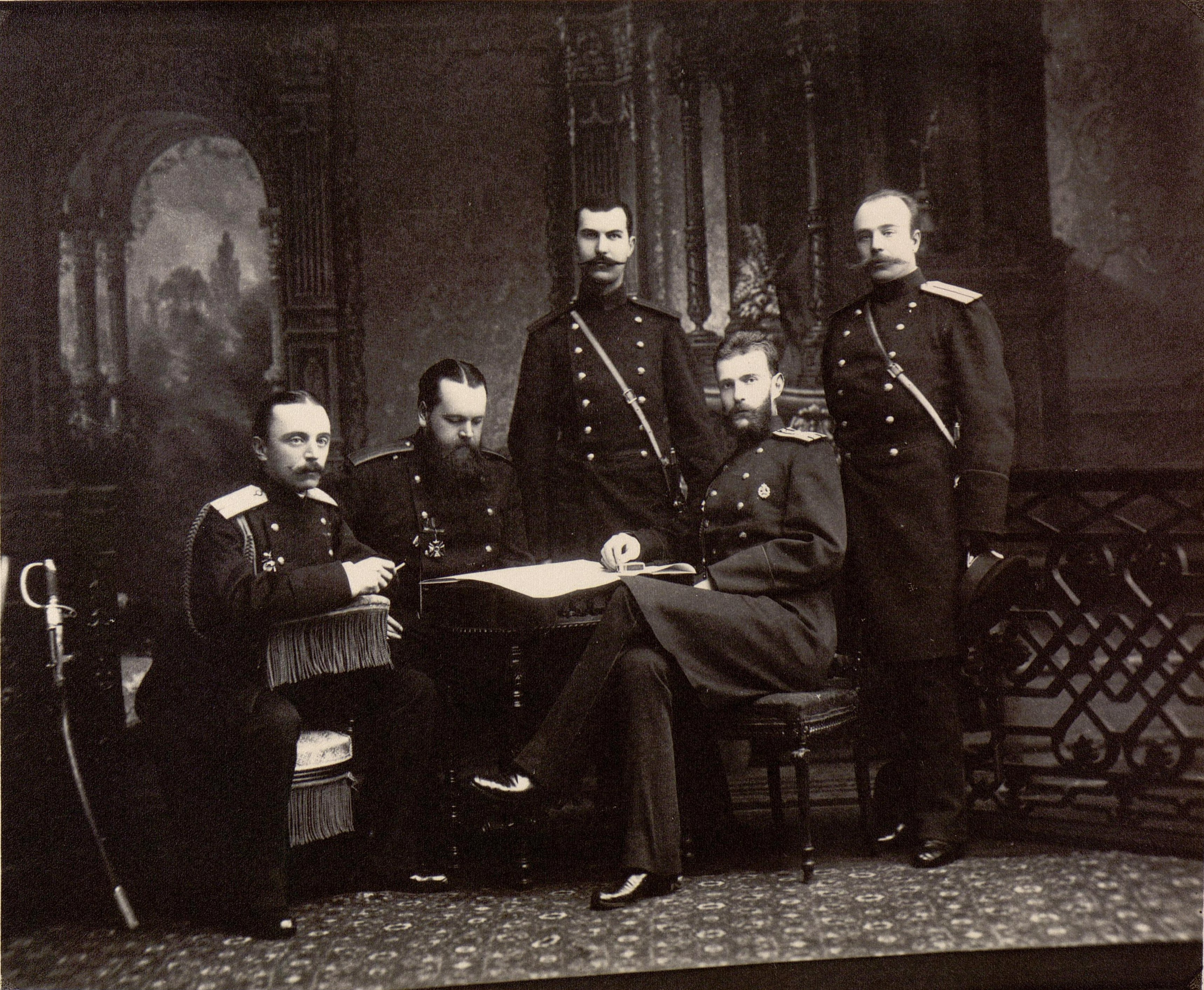
Командир 1-го батальона великий князь Сергей Александрович с четырьмя ротными командирами. 1887 г.
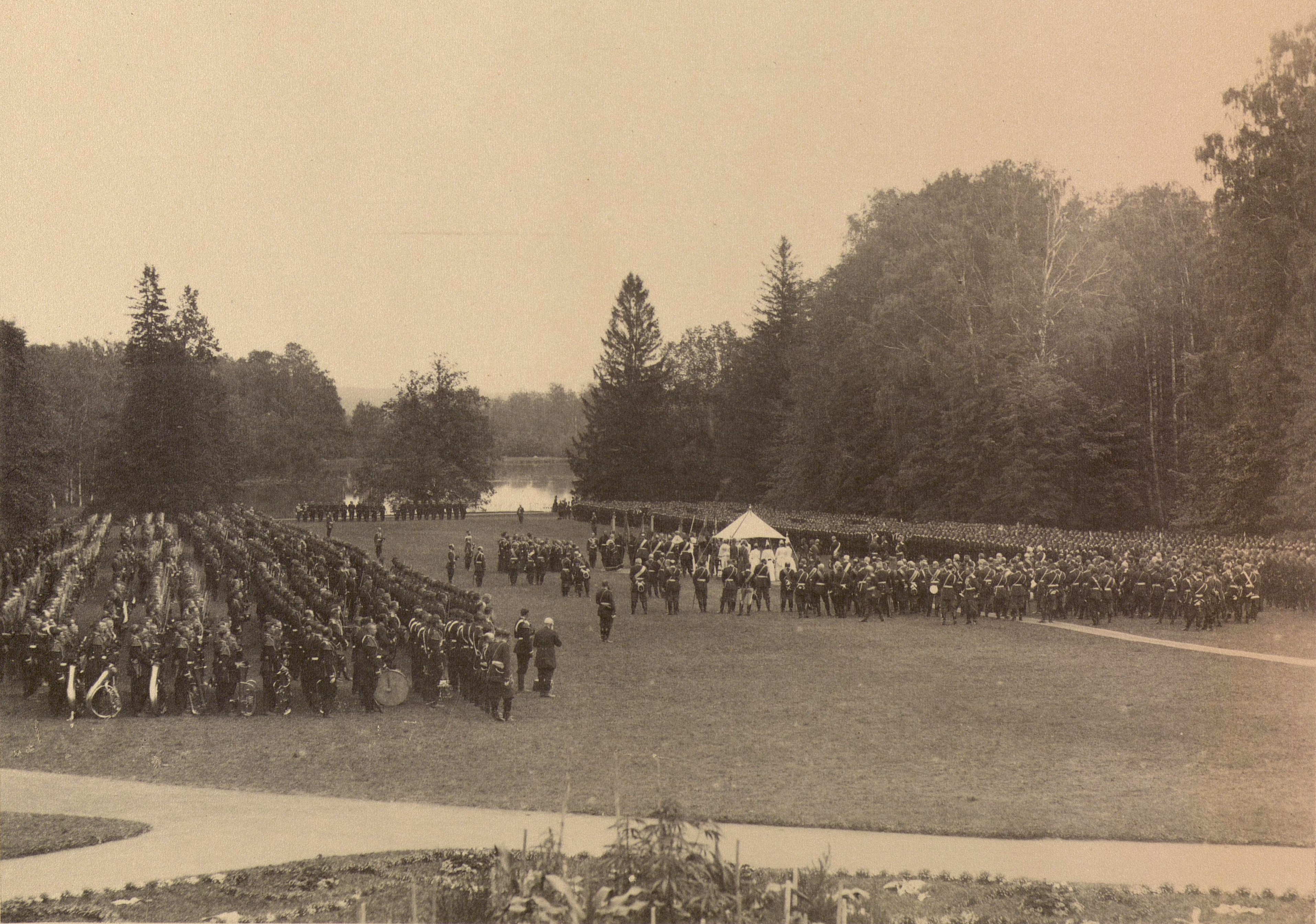
Церковный парад в день полкового праздника у Ропшинского дворца. 1888 г.
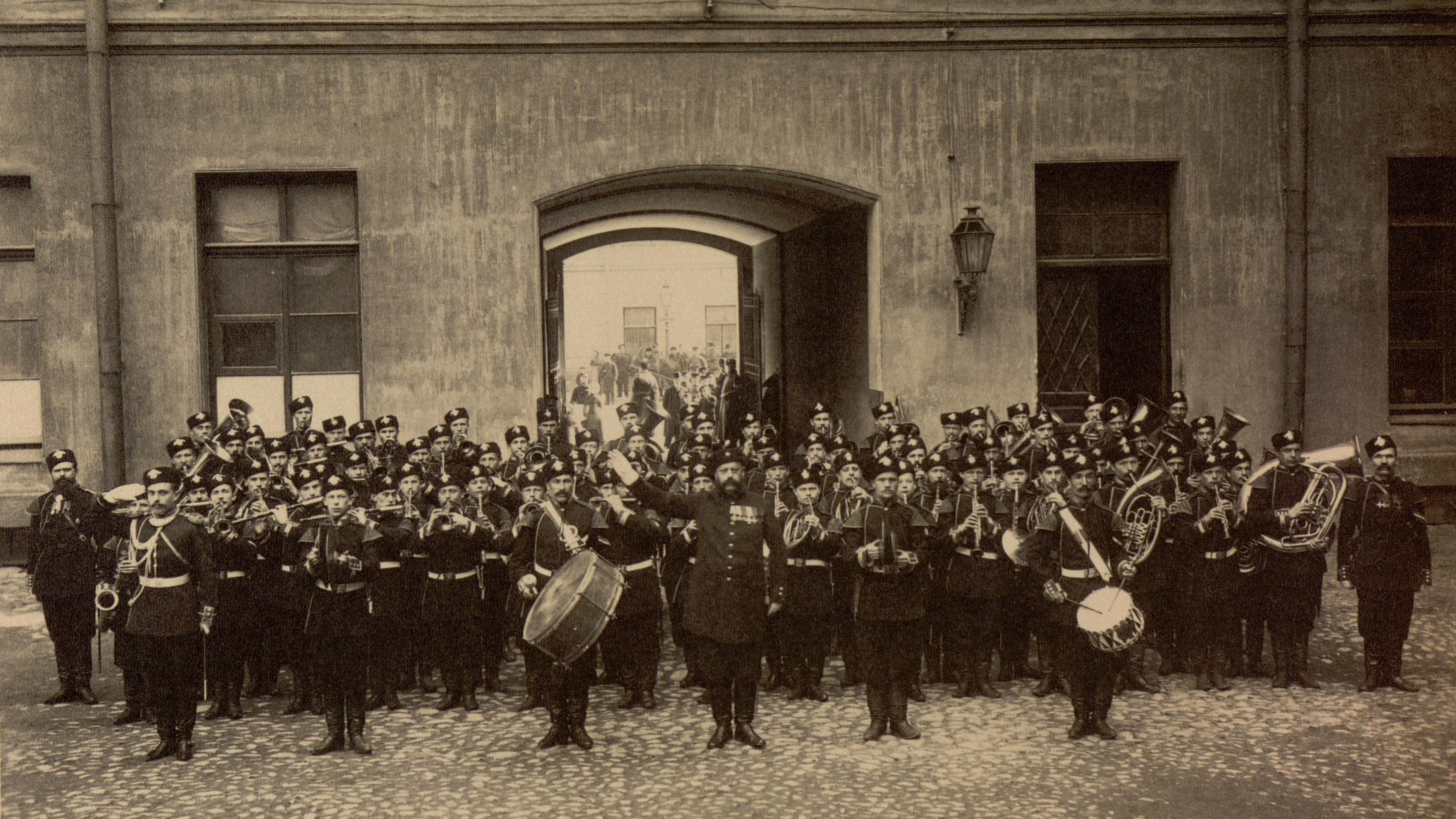
Преображенский полк. 1-й и 2-й музыкальные хоры, в центре капельмейстер Шинделар. 1891 г.
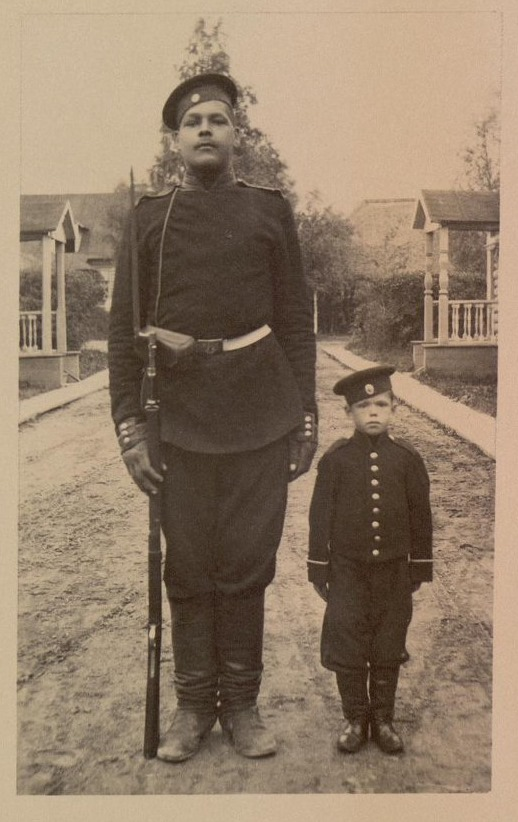
Правофланговый рядовой Пысяк. 1891 г.

### XX век
9 (22) июня 1906 года в 1-м батальоне Преображенского полка произошло выступление солдат, которые подали петицию с рядом требований как бытового (своевременное увольнение в запас, улучшение питания и т. п.), так и политического (например, ненаказуемость за политические убеждения) характера. За это 15 июня 1906 года этот батальон был лишён прав гвардии, переименован в Особый пехотный батальон и отправлен в село Медведь Новгородской губернии, где был подчинён командиру 199-й пехотного резервного Свирского полка. Из четырёхсот солдат, служивших в батальоне, к суду был привлечён 191 человек. 32 из них оправдали, остальных приговорили к различным наказаниям (в основном к отправке в дисциплинарные батальоны на разные сроки).
Участие в боевых действиях
Во время Первой мировой войны полк участвовал в Галицийской битве, Варшавско-Ивангородской операции, Ченстохово-Краковской операции, Мазурском сражении, Виленской операции, Брусиловском прорыве, в боях под Тарнополем во время германского контрнаступления в июле 1917 года.
Полк — активный участник Красноставского сражения в июле 1915 года и Люблин-Холмского сражения в том же месяце. Сражался в ходе Виленской операции в августе-сентябре 1915 года. Отличился в битве на Стоходе в июле 1916 г.
Вторая рота запасного батальона Преображенского полка приняла активное участие в Февральской революции 1917 г. Полк проявил выдающиеся боевые качества при отражении германского контрудара в июле 1917 г.
20 мая 1918 года полк был расформирован в соответствии с приказ №96 от 24.05.1918 комиссариата по военным делам Петроградской трудовой коммуны.
Полк был воссоздан в составе Вооружённых сил на Юге России. Летом 1919 года представлен одной ротой в 1-м Сводно-гвардейском полку. Ещё одна рота полка находилась в составе Сводно-гвардейского батальона. 12 октября (фактически 6 ноября) 1919 года был сформирован батальон (3 роты) в Сводном полку 1-й гвардейской пехотной дивизии. К 19 ноября сократился до одной роты в 30—40 штыков, упразднённой 3 декабря; в январе 1920 года на фронт прибыла ещё одна Преображенская рота, сохранившаяся до интернирования частей полка в Польше. В Русской армии с августа 1920 года составлял роту в 1-м батальоне Сводного гвардейского пехотного полка. Не считая расстрелянных большевиками, только в боевых действиях потерял около 10 офицеров, всего в гражданской войне убиты 29 его офицеров (в мировой — 42).
К 1930 году в эмиграции проживали более 120 человек, когда-либо служивших в полку. Полковое объединение в эмиграции — «Союз Преображенцев» (Париж), в составе Гвардейского Объединения и РОВС. На 1951 год в объединении состояло 47 человек и 10 почётных членов. С января 1936 по апрель 1939 год издавало журнал «Преображенская хроника» (вышло 9 номеров), а затем — до ноября 1959 года — «Оповещение Службы Связи Союза Преображенцев» (вышло 4 номера).

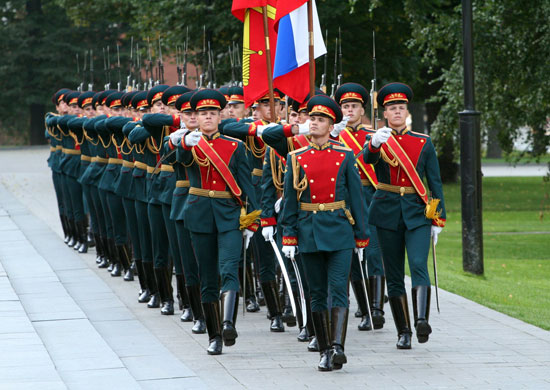
154-й отдельный комендантский Преображенский полк
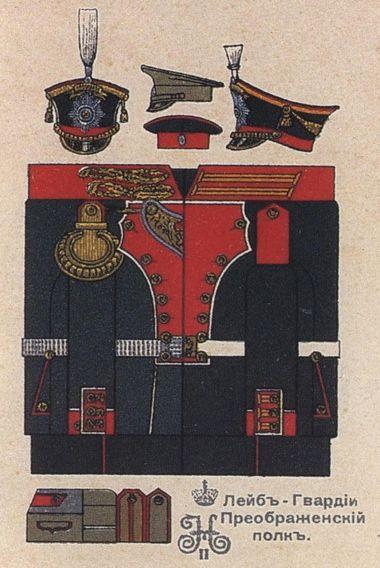
Парадная форма полка, 1910.
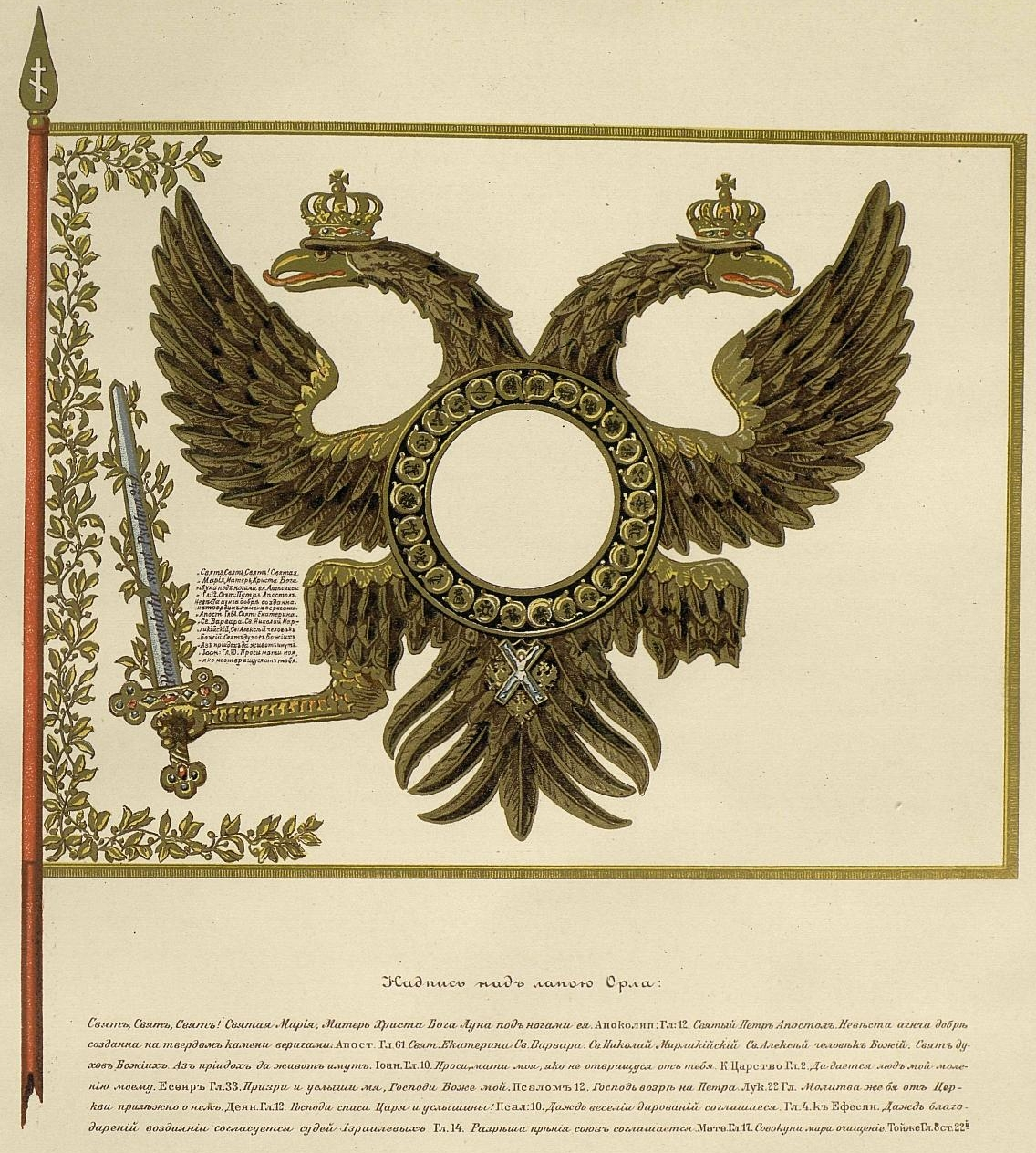
Знамя Преображенского полка
Нагрудный знак 1-го батальона Лейб-гвардии Преображенского полка.
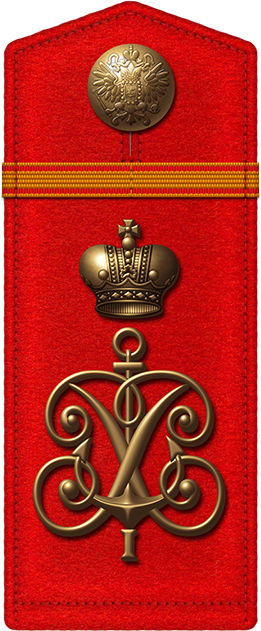
Погон ефрейтора команды гребцов катеров гвардейский пехотных полков – Преображенского и Семёновского, 1914.
Памятник первому преображенцу С.Л. Бухвостову в Москве

### XXI век
12 декабря 2012 года в своём Послании Федеральному Собранию президент России В. В. Путин заявил о необходимости возрождения Преображенского и Семёновского полков.
9 апреля 2013 года именем легендарного полка стал называться 154-й отдельный комендантский Преображенский полк.

## Внешний вид
Не позже 1860-х гг. появилась традиция комплектовать полк практически самыми высокими в России новобранцами (выше были лишь те, кого определяли в некоторые из рот Гвардейского флотского экипажа), и богатырского телосложения. По цвету волос преображенцы могли быть и брюнетами, и тёмными шатенами, и рыжими. При этом в 3-й и в 5-й ротах носили бороды.

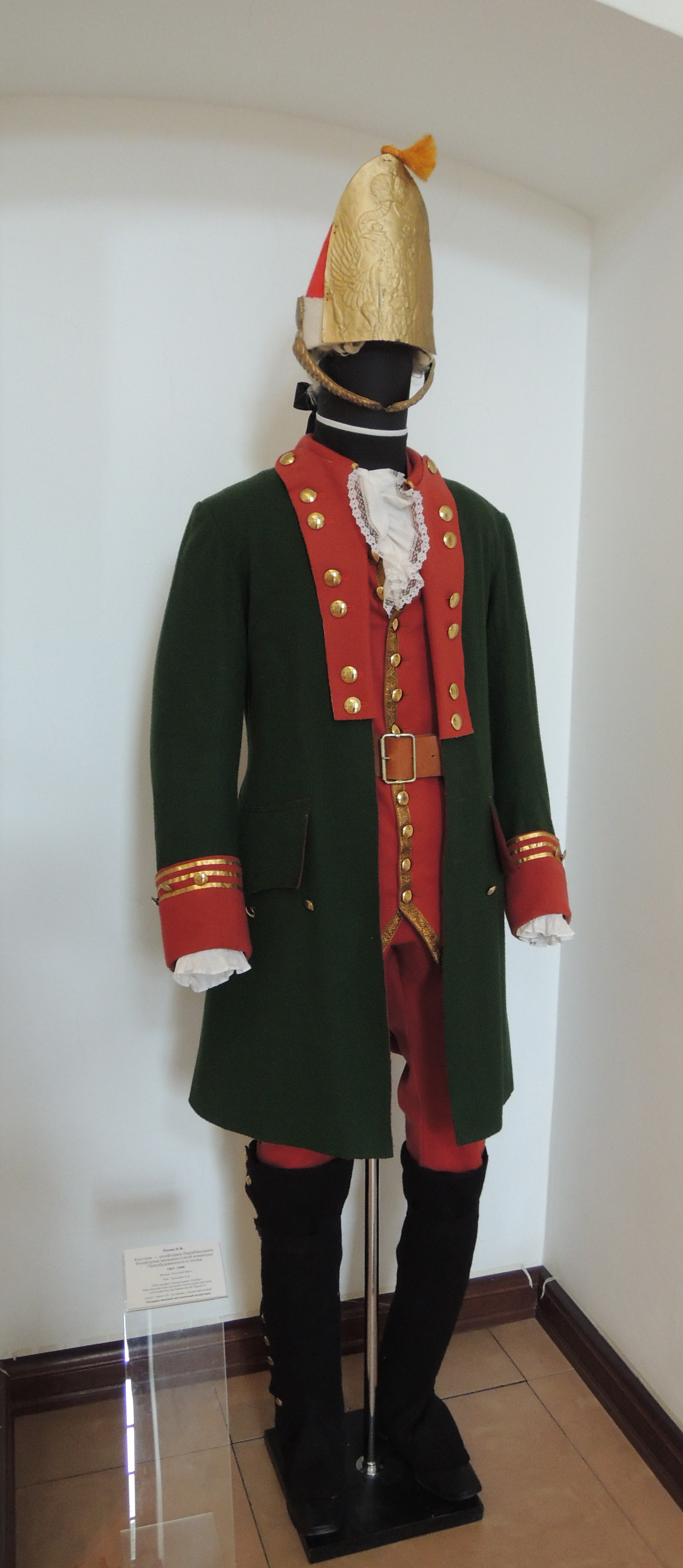
Униформа музыкантской команды Преображенского полка (XVIII в.). Фильм «Русский бунт». Государственный центральный музей кино
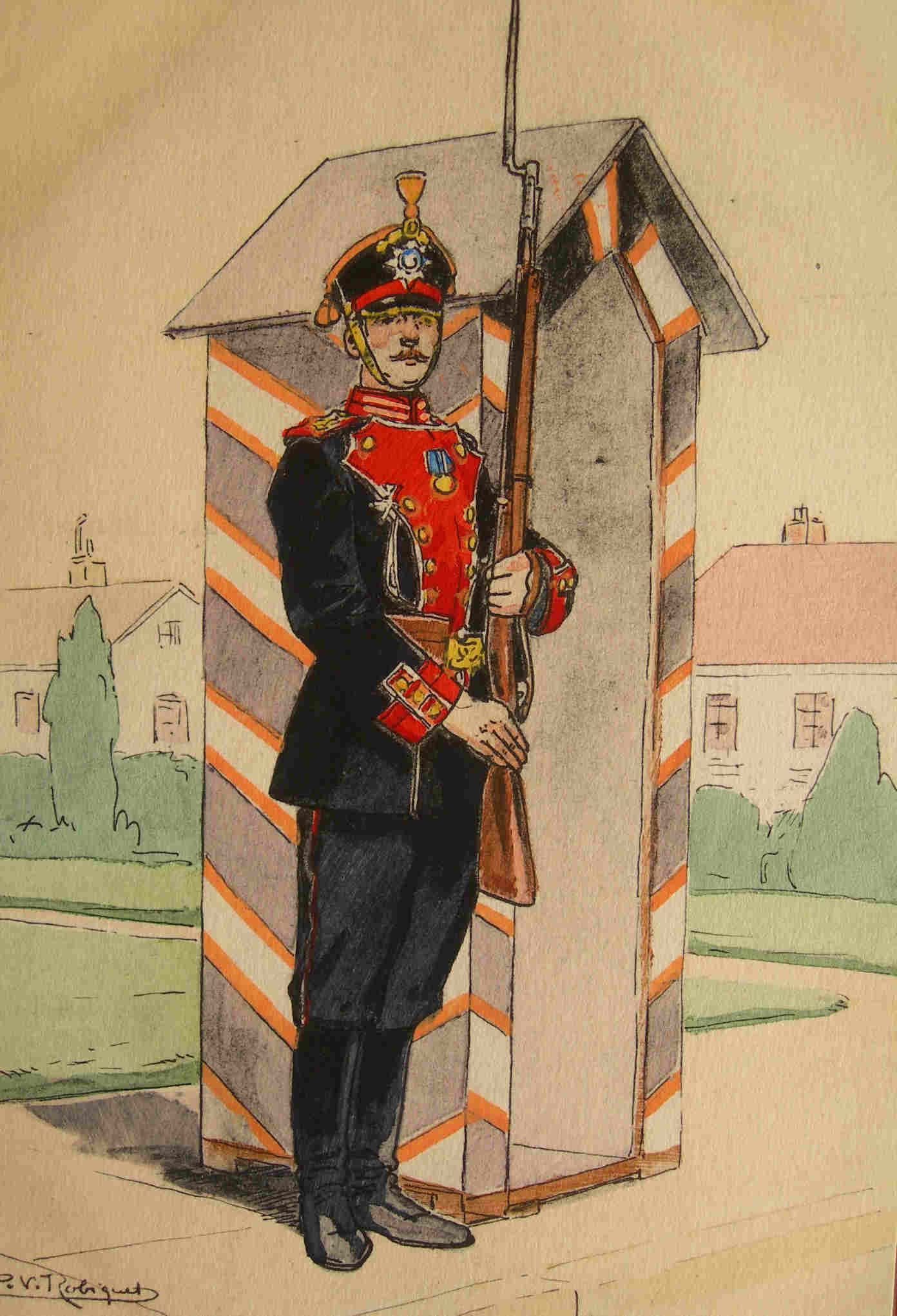
Солдат Преображенского полка в парадной форме, 1914 г.

## Боевые отличия
1. Георгиевское полковое знамя с надписью «За оказанные подвиги в сражении 17 августа 1813 года при Кульме».
2. Нагрудные обер-офицерские знаки горжеты с надписью «1700 г., ноября 19» (за Нарву).
3. Знаки на головные уборы с надписью: «За Ташкисен 19 декабря 1877 г.»

За стойкость в битве при Нарве (1700), где стойкость Преображенского и Семёновского полков спасла русскую армию от полного разгрома, преображенцы и семёновцы получили красные чулки, в знак того, что гвардейцы выстояли на флангах «по колено в крови». Несколько лет именно этот элемент обмундирования отличал лейб-гвардию от армейских полков.
Специально для Преображенского полка в 1743—1754 годах по проекту Михаила Земцова был построен Спасо-Преображенский собор в Санкт-Петербурге (храм не сохранился — был полностью перестроен после пожара 1825 года архитектором В. П. Стасовым).

## Знаки различия

### Офицерские чины
| Описание              | Знаки различия | Знаки различия | Знаки различия | Знаки различия | Знаки различия | Знаки различия | Знаки различия | Знаки различия | Знаки различия |
| Годы                  | 1857—1904      | 1857—1904      | 1857—1904      | 1880—1884      | 1857—1904      | 1857—1904      | 1857—1904      | 1857—1904      |                |
| Эполеты               |                |                |                |                |                |                |                |                |                |
| --------------------- | -------------- | -------------- | -------------- | -------------- | -------------- | -------------- | -------------- | -------------- | -------------- |
| Эполеты               |                |                |                |                |                |                |                |                |                |
| Годы                  | 1857—1917      | 1904—1917      | 1904—1917      | 1904—1917      | 1904—1917      | 1904—1917      | 1904—1917      | 1904—1917      |                |
| Эполеты               |                |                |                |                |                |                |                |                |                |
|                       |                |                |                |                |                |                |                |                |                |
| Описание              | Знаки различия | Знаки различия | Знаки различия | Знаки различия | Знаки различия | Знаки различия | Знаки различия | Знаки различия | Знаки различия |
| Погоны                |                |                |                |                |                |                |                |                |                |
|                       |                |                |                |                |                |                |                |                |                |
| Классный чин / Звание | Генерал-майор  | Полковник      | Подполковник   | Майор          | Капитан        | Штабс-капитан  | Поручик        | Подпоручик     | Прапорщик      |
| Группа                | Генералы       | Штаб-офицеры   | Штаб-офицеры   | Штаб-офицеры   | Обер-офицеры   | Обер-офицеры   | Обер-офицеры   | Обер-офицеры   | Обер-офицеры   |

### Нижние чины
| Описание                    | Знаки различия по состоянию на 1907—1917 годы | Знаки различия по состоянию на 1907—1917 годы | Знаки различия по состоянию на 1907—1917 годы | Знаки различия по состоянию на 1907—1917 годы | Знаки различия по состоянию на 1907—1917 годы | Знаки различия по состоянию на 1907—1917 годы | Знаки различия по состоянию на 1907—1917 годы |
| Погоны                      |                                               |                                               |                                               |                                               |                                               |                                               |                                               |
| --------------------------- | --------------------------------------------- | --------------------------------------------- | --------------------------------------------- | --------------------------------------------- | --------------------------------------------- | --------------------------------------------- | --------------------------------------------- |
| Погоны                      | [ 28 ] [ 29 ]                                 | [ 28 ] [ 29 ]                                 |                                               |                                               |                                               |                                               |                                               |
| Описание                    | Знаки различия по состоянию на 1894—1917 годы | Знаки различия по состоянию на 1894—1917 годы | Знаки различия по состоянию на 1894—1917 годы | Знаки различия по состоянию на 1894—1917 годы | Знаки различия по состоянию на 1894—1917 годы | Знаки различия по состоянию на 1894—1917 годы | Знаки различия по состоянию на 1894—1917 годы |
| Погоны для 1-й шефской роты |                                               |                                               |                                               |                                               |                                               |                                               |                                               |
| [ 28 ] [ 29 ]               | [ 28 ] [ 29 ]                                 |                                               |                                               |                                               |                                               |                                               |                                               |
| Воинское звание / Чин       | Подпрапорщик на должности фельдфебеля         | Подпрапорщик                                  | Фельдфебель                                   | старший унтер-офицер                          | младший унтер-офицер                          | Ефрейтор                                      | Рядовой                                       |
| Группа                      | Унтер-офицеры                                 | Унтер-офицеры                                 | Унтер-офицеры                                 | Унтер-офицеры                                 | Унтер-офицеры                                 | Солдаты                                       | Солдаты                                       |

## Марш
Марш Лейб-гвардии Преображенского полка был создан ещё при жизни императора Петра Великого неизвестным композитором. В то время он не имел слов, однако позже возникло несколько вариантов текста, из которых самым распространённым является «Знают турки нас и шведы» (XIX век) неизвестного автора.

## Шефы
Шефы или почётные командиры:

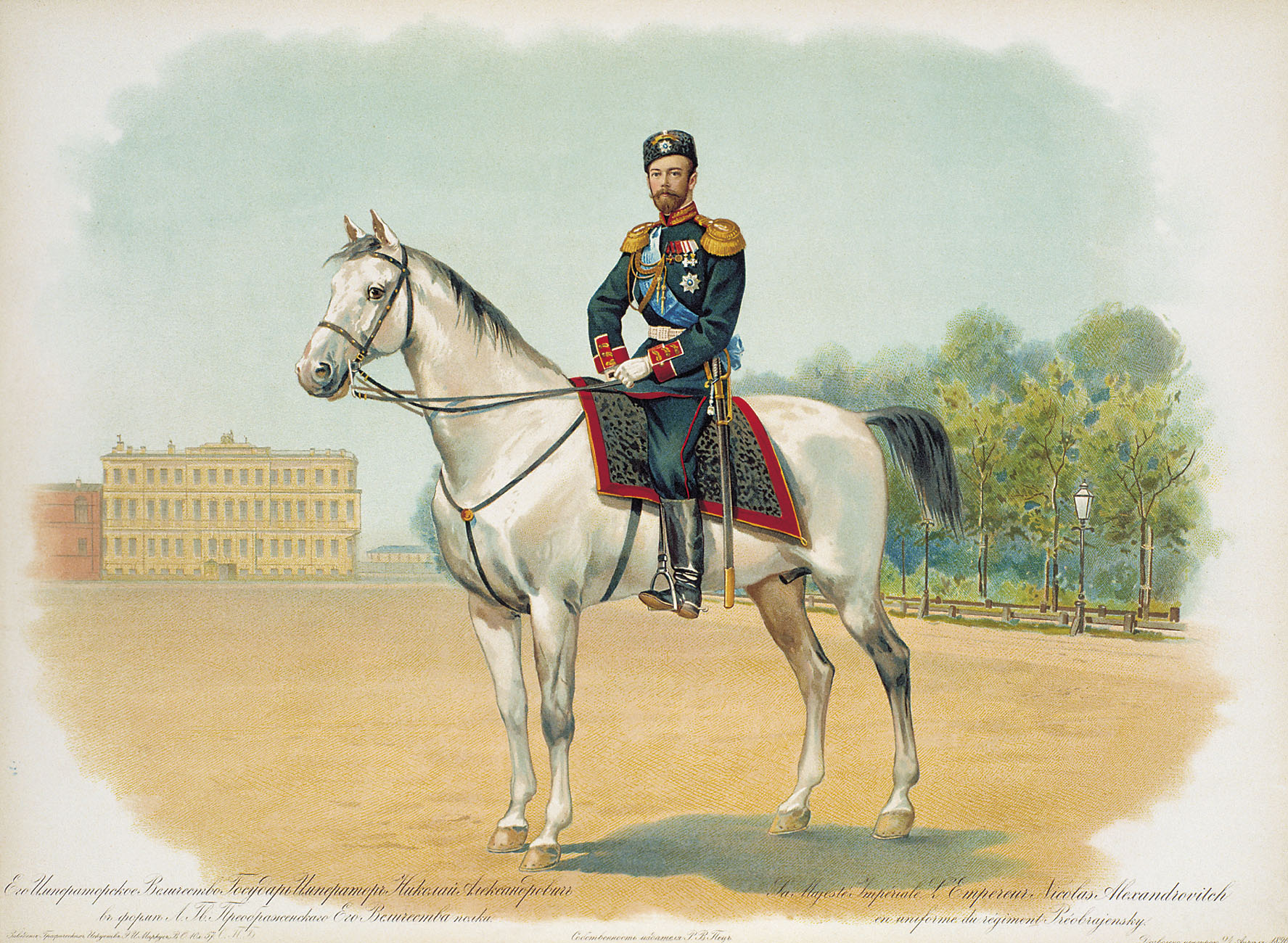
Николай II в форме Лейб-гвардии Преображенского Его Величества полка

- 06.08.1706 — 28.01.1725 — царь Пётр Алексеевич (с 21.10.1721 император Пётр I)
- 28.01.1725 — 06.05.1727 — императрица Екатерина I
- 07.05.1727 — 18.01.1730 — император Пётр II
- 12.02.1730 — 17.10.1740 — императрица Анна Иоанновна
- 10.11.1740 — 25.11.1741 — император Иоанн VI
- 25.11.1741 — 25.12.1761 — императрица Елизавета Петровна
- 25.12.1761 — 28.06.1762 — император Пётр III
- 28.06.1762 — 06.11.1796 — императрица Екатерина II
- 07.11.1796 — 11.03.1801 — император Павел I
- 12.03.1801 — 19.11.1825 — император Александр I
- 14.12.1825 — 19.02.1855 — император Николай I
- 19.02.1855 — 01.03.1881 — император Александр II
- 02.03.1881 — 21.10.1894 — император Александр III (с 28.10.1866 г. 2-й шеф)
- 02.11.1894 — 04.03.1917 — император Николай II

## Командиры
(Командующий в дореволюционной терминологии означал временно исполняющего обязанности начальника или командира. С 1820-х годов должности командира гвардейского полка соответствовал чин генерал-майора, и при назначении на эту должность полковников они оставались командующими до момента своего производства в генерал-майоры).

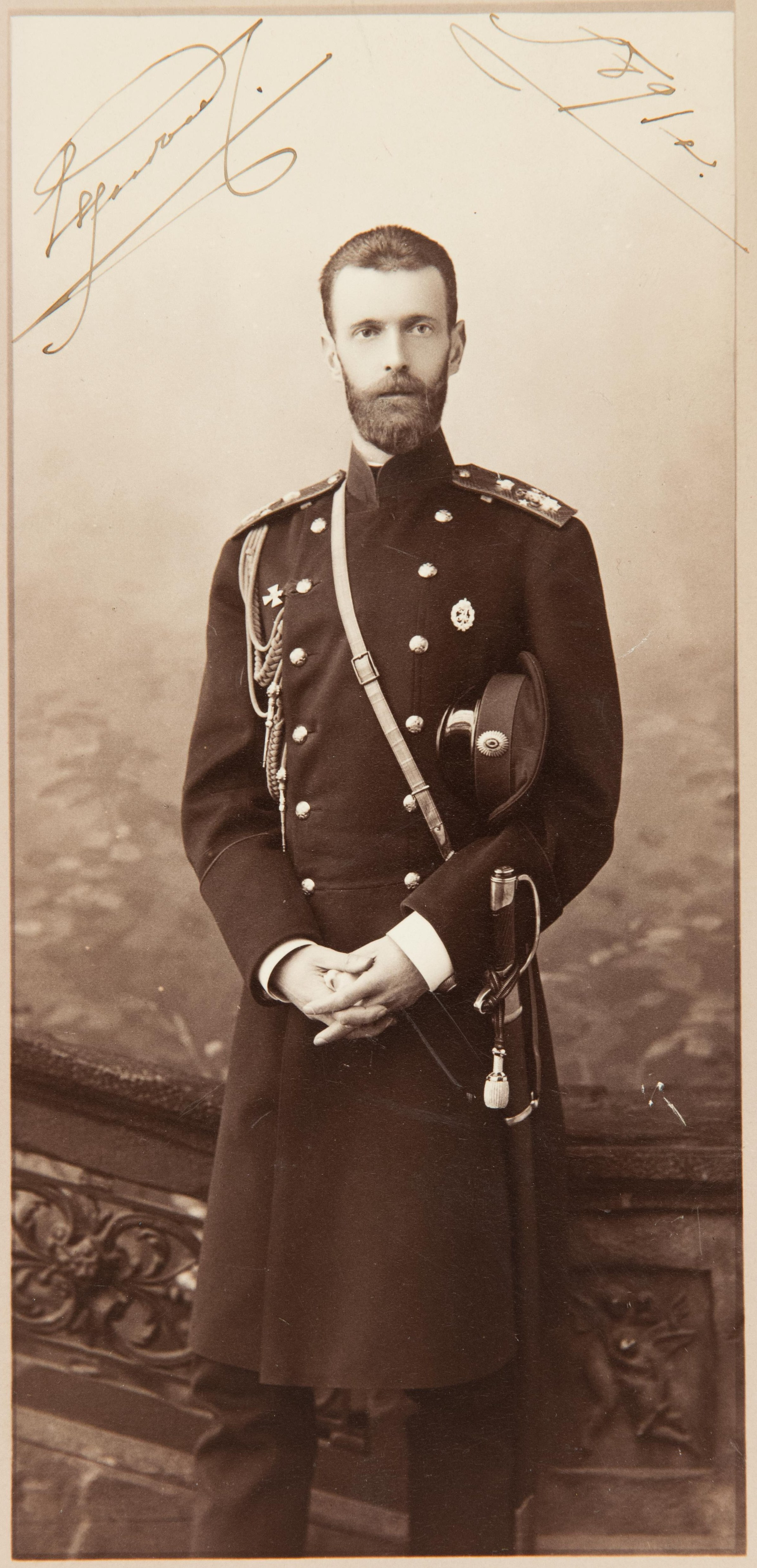
Великий князь Сергей Александрович. 1891 г. (командир с 1887 по 1891 гг.)

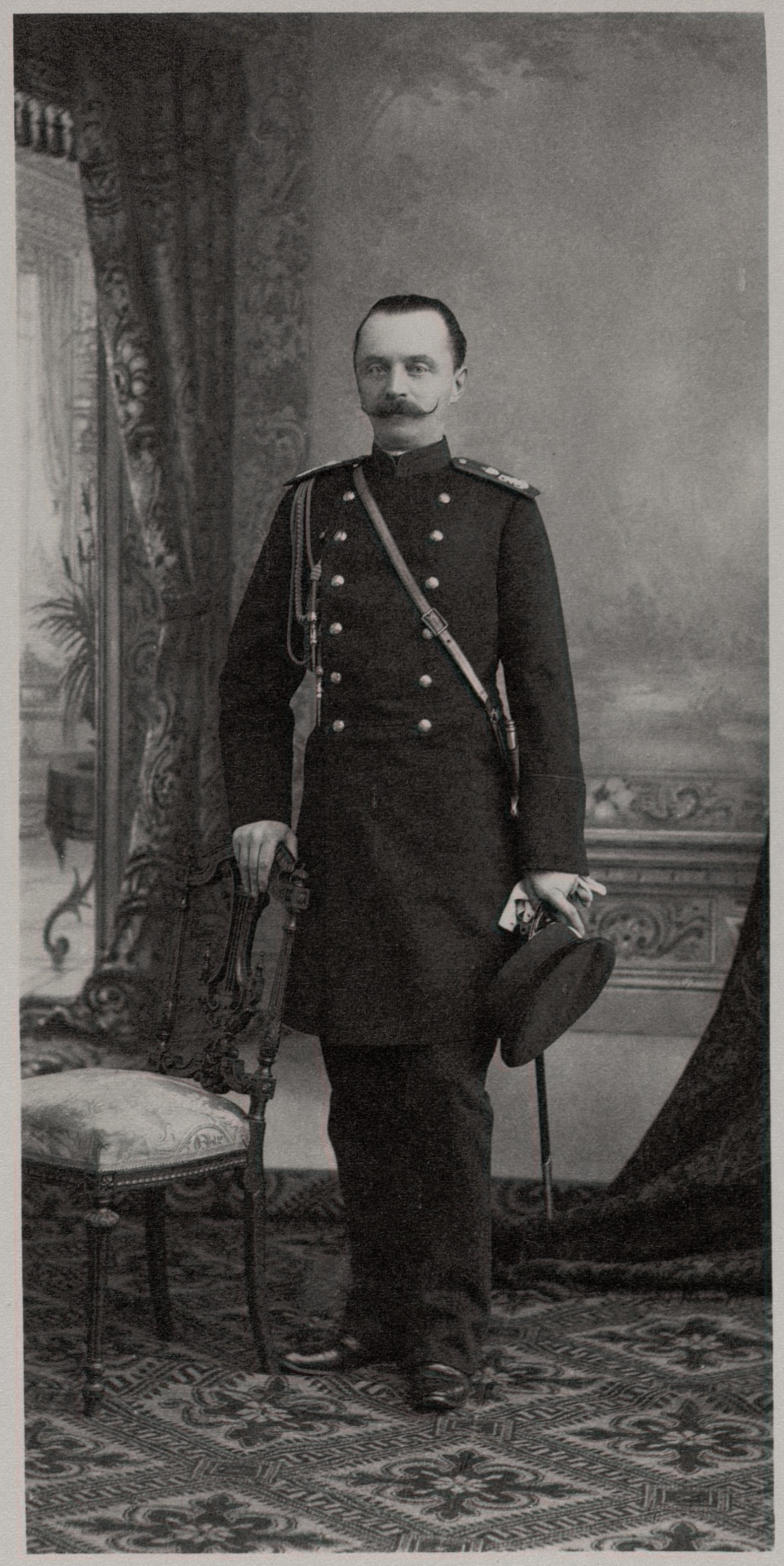
Полковник Озеров Сергей Сергеевич, 1891 г. (командир с 1900 по 1904 гг.)

- 1692 — 1700 — генерал-майор Головин, Автоном Михайлович (командовал 3-м Московским выборным полком, который объединял Преображенский и Семёновский полки)
  - 1692 — 1696 — полковник Менгден, Георг фон
  - 1696 — 19.11.1700 — полковник барон фон Блумберг, Иван Иванович (Иоганн Эрнест) (сдался в плен в битве при Нарве)
- 1700—1706 — генерал-майор Чамберс, Иван Иванович (командовал обоими гвардейскими полками: Преображенским и Семёновским)
- 06.1706 — 11.1709 — подполковник фон Кирхен, Марк Богданович фон (в январе 1709 года в связи с болезнью фон Кирхена полк принял майор Ф. Н. Глебов, накануне Полтавской битвы — подполковник В. В. Долгоруков)
- 11.1709 — 1718 — подполковник гвардии и генерал-майор князь Долгоруков, Василий Владимирович
- 9.12.1718 — 27.05.1727 — подполковник гвардии и генерал-майор Бутурлин, Иван Иванович
- 10.11.1727 — 02.1728 — подполковник гвардии и генерал-поручик Салтыков, Семён Андреевич
- 02.1728 — 11.1730 — генерал-фельдмаршал князь Долгоруков, Василий Владимирович
- 27.11.1730 — 19.05.1731 — генерал-поручик Румянцев, Александр Иванович
- 05.1731 — 1740 — генерал-аншеф граф Салтыков, Семён Андреевич
- 14.02.1740 — 26.11.1741 — генерал-фельдмаршал граф фон Миних, Иоганн Буркхардт Христофор
- 26.11. — 11.12.1741 — генерал-фельдцейхмейстер Людвиг Вильгельм, принц Гессен-Гомбургский
- 10.02.1742 — 1749 — великий князь и престолонаследник Пётр Фёдорович (принц Гольштейн-Готторпский Карл Петер Ульрих).
- 15.03.1749 — 28.12.1761 — генерал-адъютант генерал-фельдмаршал граф Бутурлин, Александр Борисович
- 28.12.1761 — 06.1763 — генерал-фельдмаршал князь Трубецкой, Никита Юрьевич
- 09.1763 — 09.1767 — генерал-фельдмаршал граф Бутурлин, Александр Борисович
- 22.09.1767 — 03.1774 — генерал-аншеф граф Орлов-Чесменский, Алексей Григорьевич
- 15.03.1774 — 1783 — генерал-фельдмаршал светлейший князь Потёмкин-Таврический, Григорий Александрович
- 1783 — 1787 — командующий генерал-майор Татищев, Николай Алексеевич
- 1787 — 1790 — генерал-аншеф князь Долгоруков, Юрий Владимирович
- хх.хх.1790 — 31.12.1796 — генерал-поручик Татищев, Николай Алексеевич
- 31.12.1796 — 10.08.1797 — генерал-лейтенант (с 10.04.1797 г. генерал от инфантерии) князь Голицын, Сергей Фёдорович
- 10.08.1797 — 01.02.1798 — генерал-майор барон Аракчеев, Алексей Андреевич
- 01.02.1798 — 10.02.1799 — генерал-майор (с 06.04.1798 генерал-лейтенант) Чертков, Иван Васильевич
- 10.02.1799 — 04.05.1799 — генерал-майор (с 08.03.1799 генерал-лейтенант) граф Ливен, Карл Андреевич
- 04.05.1799 — 11.05.1801[30] — генерал-лейтенант Талызин, Пётр Александрович
- 14.05.1801 — 23.05.1803 — генерал-лейтенант (с 15.09.1801 граф) Татищев, Николай Алексеевич
- 23.05.1803 — 05.11.1807— генерал-адъютант генерал-лейтенант граф Толстой, Пётр Александрович
- 05.11.1807 — 14.09.1810 — полковник (с 12.12.1807 генерал-майор) Козловский, Михаил Тимофеевич
- 14.09.1810 — 13.09.1812[31] — полковник барон Дризен, Егор Васильевич
- 13.09.1812 — 16.12.1812 — командующий полковник Полуектов, Борис Владимирович
- 16.12.1812 — 09.04.1820 — генерал-майор (с 30.08.1813 генерал-лейтенант, с 20.02.1818 генерал-адъютант) барон Розен, Григорий Владимирович
- 09.04.1820 — 15.01.1822 — флигель-адъютант полковник (с 20.09.1821 генерал-майор) барон Пирх, Карл Карлович
- 02.02.1822 — 25.06.1833[32]  — полковник (с 22.07.1825 генерал-майор, с 15.12.1825 генерал-адъютант) Исленьев, Николай Александрович
  - 12.09.1832 — 25.01.1833 — временный командующий генерал-майор принц Ольденбургский, Пётр Георгиевич
- 25.06.1833 — 30.08.1839[33] — генерал-адъютант генерал-майор Свиты Е. И. В. Микулин, Василий Яковлевич
- 30.08.1839 — 28.05.1843 — генерал-майор барон Мунк, Иван Иванович
- 28.05.1843 — 11.04.1848 — генерал-майор Жерков, Александр Васильевич
- 11.04.1848 — 26.08.1852 — генерал-майор (с 03.04.1849 генерал-адъютант) Катенин, Александр Андреевич
- 26.08.1852 — 09.03.1855 — генерал-майор Свиты граф Баранов, Эдуард Трофимович
- 09.03.1855 — 06.12.1859 — генерал-майор (с 30.08.1855 в Свите) Мусин-Пушкин, Алексей Петрович
- 06.12.1859 — 30.08.1867 — флигель-адъютант полковник (с 17.04.1860 генерал-майор Свиты, с 06.08.1866 генерал-адъютант) князь Барятинский, Анатолий Иванович
- 30.08.1867 — 12.09.1870 — генерал-майор Свиты (с 06.08.1870 генерал-адъютант) Чертков, Григорий Иванович
- 12.09.1870 — 01.11.1876 — флигель-адъютант полковник (с 28.03.1871 генерал-майор Свиты) принц Ольденбургский, Александр Петрович
- 01.11.1876 — 26.02.1887 — флигель-адъютант полковник (с 01.01.1878 генерал-майор Свиты) князь Оболенский, Николай Николаевич
- 26.02.1887 — 26.02.1891 — генерал-майор великий князь Сергей Александрович
- 23.04.1891 — 04.03.1900 — полковник (с 06.12.1894 генерал-майор, с 05.04.1898 в Свите) великий князь Константин Константинович
- 07.03.1900 — 21.10.1904 — генерал-майор Свиты Озеров, Сергей Сергеевич
- 21.10.1904 — 21.06.1906 — генерал-майор (с 06.05.1905 генерал-майор Свиты) Гадон, Владимир Сергеевич
- 21.06.1906 — 09.10.1908 — полковник (с 30.07.1907 генерал-майор, с 06.05.1908 в Свите) Драгомиров, Владимир Михайлович
- 09.10.1908 — 25.08.1912 — генерал-майор (с 27.06.1909 в Свите) Гулевич, Арсений Анатольевич
- 26.08.1912 — 12.07.1914 — генерал-майор Свиты князь Оболенский, Владимир Николаевич
- 12.07.1914 — 28.11.1915 — флигель-адъютант полковник (с 22.03.1915 генерал-майор Свиты) граф Игнатьев, Николай Николаевич
- 28.11.1915 — 27.04.1917 — генерал-майор Свиты Дрентельн, Александр Александрович
- 27.04.1917 — 05.12.1917 — командующий полковник Кутепов, Александр Павлович
- 05.12.1917 — хх.хх.1918 — выборный командир капитан Зыбин, Ипполит Сергеевич[34]

### Преображенский марш
- Исполнение «Марша Лейб-гвардии Преображенского полка» Оркестром штаба Ленинградского военного округа, а также песня «Знают турки нас и шведы» на мотив Преображенского марша в исполнении мужского хора «Валаам» на YouTube